# 彭定國
彭定國爵士，KBE，CMG，GM，QPM，CPM（Sir John Vincent Prendergast，1912年2月11日—1993年9月17日），英國殖民地資深情報人員、特務和執法人員，1973年至1977年出任香港總督特派廉政專員公署的首任執行處處長（1993年12月後改稱執行處首長）兼副廉政專員。
彭定國在1945年起先後在英屬巴勒斯坦託管地、黃金海岸、肯雅、塞浦路斯和香港等殖民地的警隊任職，專門從事情報工作，並歷任肯雅、塞浦路斯和香港警隊的政治部和情報部門首長，與軍情五處關係密切。他為各殖民地政府處理性質敏感且具一定危險性的棘手難題，當中包括協助招降參與肯雅茅茅起義的武裝份子、搜捕塞浦路斯的反殖民地武裝份子、以及揭發香港警務處助理警司曾昭科為中共從事間諜活動一案。外界形容彭定國是「殖民地頭號解難專家」和「真實版占士·邦」，深為英政府所倚重。
彭定國在1966年以香港警務處副處長的身份退休，但不久以後再度復出，在1966年至1967年間於中東亞丁從事情報工作。在1973年，彭定國第二度復出，獲港督麥理浩勳爵邀請出任香港廉政公署執行處處長。在任內，他致力於撲滅貪污罪行，並成功引渡涉嫌貪污的前外籍總警司葛柏返回香港受審，因而獲輿論讚揚為「反貪強人」。廉政公署成立初期在肅貪倡廉方面取得顯著成效，與彭定國、港督麥理浩勳爵和首任廉政專員姬達爵士三人不無關係。
從事情報工作約30年的彭定國曾多次獲英廷授勳，以表揚他對英國的貢獻。其中，他在1955年因英勇表現而獲頒授喬治獎章，1977年榮休後再獲授KBE勳銜，成為爵士。

## 生平

### 早年生涯
彭定國在1912年2月11日生於英國愛爾蘭哥里（Gorey）的一個尋常愛爾蘭人家庭，父母分別是約翰·彭德格斯特（John Prendergast）和瑪嘉烈·彭德格斯特（Margaret Prendergast）。彭定國少時曾在愛爾蘭求學，後來跟隨家人移居倫敦，並從倫敦大學考獲一個校外學位。在1930年至1939年間，他在米德爾塞克斯郡議會（Middlesex County Council）從事文職工作，官至助理議會秘書。
第二次世界大戰在1939年爆發後，彭定國加入皇家薩塞克斯軍團（Royal Sussex Regiment），並在軍校接受訓練。在1940年8月完成受訓後，他正式以陸軍少尉身份服役，到1943年5月3日，他因表現傑出而獲擢升為陸軍少校。彭定國因為參與二次大戰而獲得的軍事獎章包括1939年至1945年星章、非洲星章、防衛獎章和戰爭獎章。

### 情報生涯

#### 早期情報工作

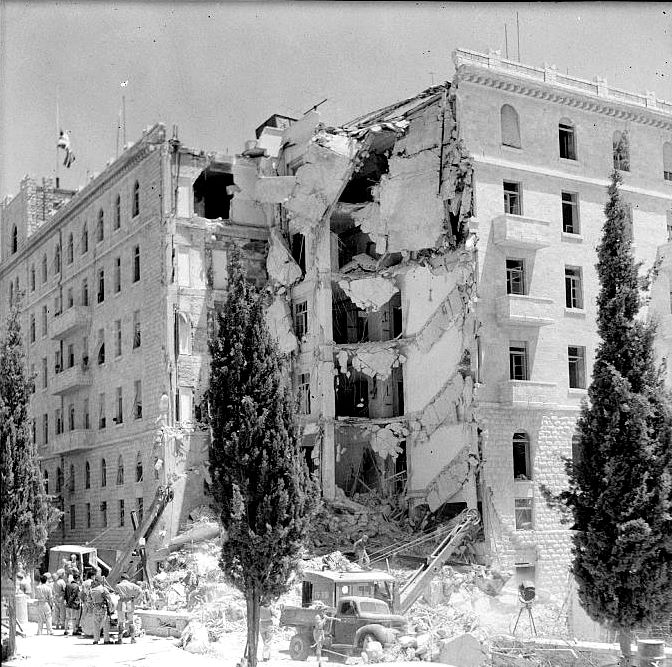
1946年7月22日發生的大衛王酒店爆炸案，造成91人死亡和46人受傷

在二戰從軍的經歷，無意中為彭定國帶來投身情報工作的機會。在1945年，正隨軍團於英屬巴勒斯坦託管地服役的彭定國，獲軍情五處（MI5）招攬負責執行特別任務。當時錫安主義在巴勒斯坦地區盛行，伊爾貢和斯特恩幫等由猶太人組成的極端軍事組織十分活躍。這些右翼錫安主義組織為了實現猶太人在巴勒斯坦復國的理念，經常策動針對阿拉伯人和英屬託管政府的襲擊，使到當地局勢動盪不穩。而彭定國最初的工作，就是參與一系列反恐任務，務求瓦解這些組織的襲擊行動，以及搜捕活躍於境內的特務和間諜。
二戰結束後，彭定國留在巴勒斯坦，並在1946年加入託管政府出任助理分區政務專員。同年7月，巴勒斯坦發生大衛王酒店爆炸案，伊爾貢向用作託管政府公署兼英軍駐軍總部的大衛王酒店放置炸彈，大樓南翼西側被炸毀，造成91人死亡和46人受傷，彭定國事發時正身在現場，但他及時逃生，避過一劫。在1947年，彭定國轉投巴勒斯坦警隊，可是隨著以色列在1948年5月宣佈立國後，英屬託管政府和警隊隨之解散，而彭定國則獲派往另一英國殖民地黃金海岸的警隊擔任助理警司。在任內，他還兼任警隊政治部的第二號人物，出任政治部分區主任，一直到1952年為止。彭定國在黃金海岸工作期間，當地的獨立呼聲已日益高漲，就在他離開黃金海岸後數年，黃金海岸就在1957年宣佈獨立，改名加納。

#### 肯雅茅茅起義
在1952年，彭定國受陸軍部指派，隨英軍前赴埃及蘇伊士運河執行特別任務。任務在翌年完成後，他被調往肯雅的警隊出任警司，未幾於1954年升任高級警司，1955年3月獲擢升為署理警務處助理處長，並兼任警隊政治部和情報部總監，掌管肯雅的情報和其他性質敏感的內部安全事務。與其他英國殖民地一樣，肯雅當時的反殖民主義情緒高漲，在1952年，當地爆發茅茅起義，殖民地政府在同年10月宣佈進入緊急狀態，並動員軍隊以武力清剿參與亂事的部份基庫尤族族人。茅茅之亂擾攘多時，雙方陷入膠著狀態，到1955年1月18日，肯雅殖民地政府向藏匿於阿伯德爾山脈的茅茅份子實施招安政策。在新的招安政策下，所有願意歸順的起義份子均不會面臨死刑，但他們仍要面臨司法審判。雖然如此，招安政策卻引起肯亞白人殖民者的不滿，認為政策過份仁慈。

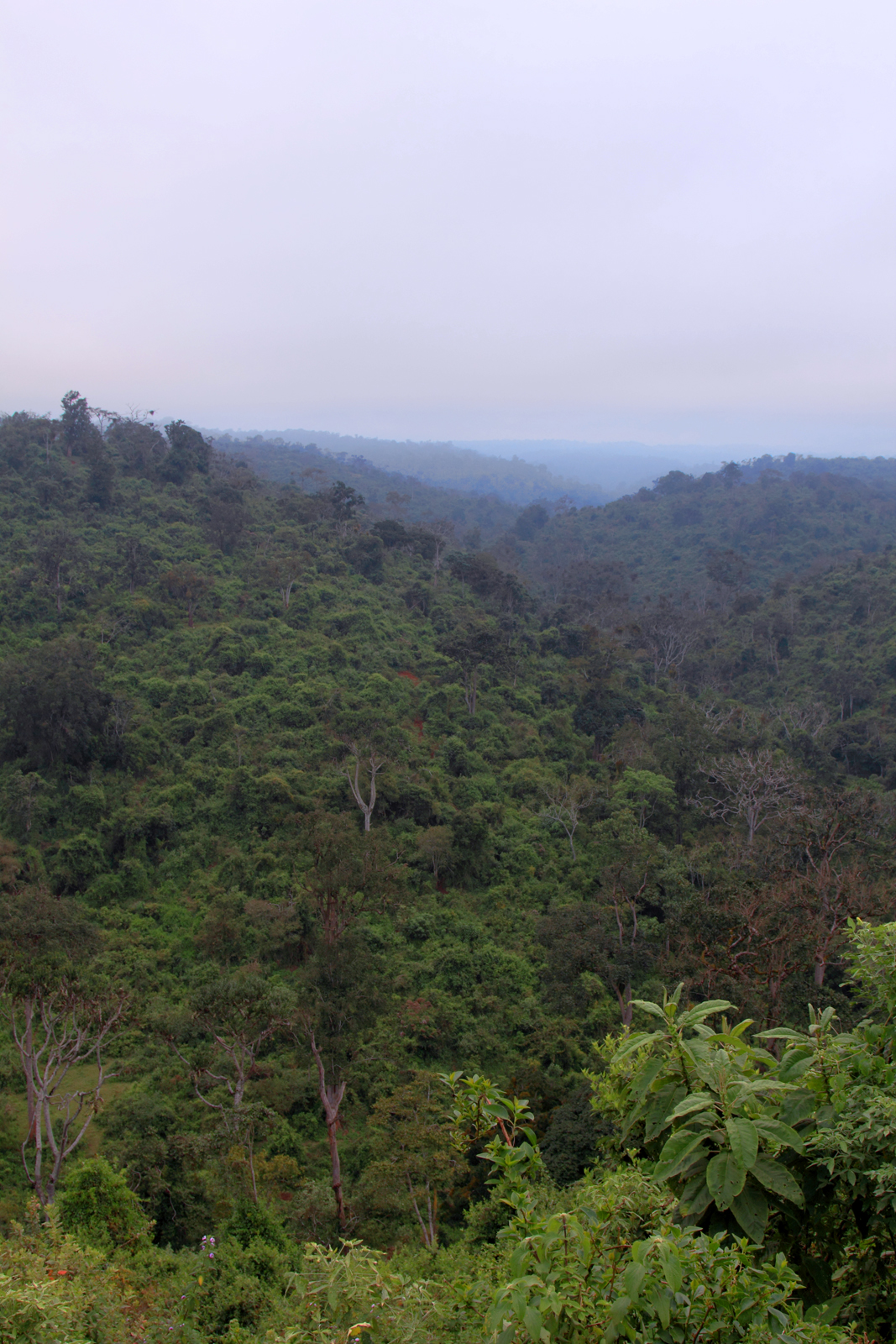
茅茅起義份子所藏匿的阿伯德爾山脈地區

為了有效執行招安政策，彭定國受命籌組和直接指揮一個政治部小組，負責遊說茅茅首領率眾投降。該小組由七名政治部成員組成，其中以警司伊恩·韓德森（Ian Henderson）和班納德·盧克（Bernard Ruck）兩人擔任彭定國的副手。在彭定國的領導下，政治部七人小組在1955年3月1日展開一個名為「吹爾行動」（Operation Chui）的遊說計劃。行動中，彭定國率領小組成員進入阿伯德爾山脈地區超過30次，每次均深入敵陣直接與茅茅領袖商討招安安排。與茅茅領袖談判時，彭定國等人為表善意，均解除身上武裝；此外，由於茅茅內部有另一派系堅決反對招安，因此彭定國每次進入敵陣時，都會取道於不同的險要路線，防範遭人伏擊，使得每次任務也極具危險性。
彭定國的遊說，促成部份茅茅領袖願意前往內羅畢與殖民地政府展開磋商，雙方在內羅畢舉行兩輪會面後，茅茅一方更承諾會先交出50人以示誠意。可是，有關決定遭到茅茅陣營內的中堅份子激烈反對，迫使茅茅一方在1955年5月20日撤回承諾，並重新擺出對抗態度，使「吹爾行動」中止。鑑於行動中止，殖民地政府惟有在同年7月18日宣佈放棄招安政策，「吹爾行動」遂告正式結束。雖然如此，在5月20日談判破裂至7月18日撤回招安政策期間，仍有多達439名茅茅起義份子主動歸順於殖民地政府，當中部份人士更曾經參與與彭定國的談判。同時間，殖民地政府也清剿了433名茅茅份子，另有253人被捕。肯雅官方在招安和鎮壓茅茅份子方面取得顯著成效，與彭定國主持的「吹爾行動」不無關係。在「吹爾行動」後，茅茅起義的中堅領袖德丹·基馬蒂（Dedan Kimathi）在1956年10月被捕，標誌著茅茅起義運動的衰落，到1960年，持續多時的茅茅起義終告平息。
英廷為表揚彭定國、韓德森和盧克三人在「吹爾行動」中的英勇表現，在1955年9月27日向他們分別頒授喬治獎章。喬治獎章專門頒授予具英勇表現的民事編制人員，等級僅次於喬治十字勳章（喬治十字勳章的地位相當於專門頒授予軍事編制人員的維多利亞十字勳章）。在此以前，彭定國還在1955年6月的英女皇壽辰授勳名單中獲勳殖民地警察獎章，後來又在1957年3月獲傳令褒獎，至於另一枚非洲一般服務獎章（連橫條），也是他在肯雅服務期間獲得。此後，彭定國在1955年12月正式成為警務處助理處長，任內曾經署任警務處高級助理處長。到1957年，他再進一步獲正式擢升為警務處高級助理處長。

#### 調任塞浦路斯
繼茅茅起義以後，彭定國在1958年11月調到塞浦路斯出任警隊情報部首長。塞浦路斯位處地中海，鄰近希臘和土耳其兩國，島上人口以希臘裔佔多數，土耳其裔佔少數，但兩方關係一向不太融洽。在二戰期間，塞浦路斯希臘人協助英軍作戰，希望換取塞浦路斯戰後併入希臘，但島上的土耳其人卻希望英國繼續管治，以免他們受到希臘人的壓迫。至於對英軍而言，塞浦路斯臨近埃及蘇伊士運河等要塞，甚具戰略價值，因此英國在戰後沒有放棄管治塞浦路斯，結果逐漸引起島上希臘人的不滿。
自二戰完結以來，塞浦路斯島上部份激進希臘人和土耳其人多次發生小型種族衝突，加上這些希臘人不滿英國繼續管治，使到當地殖民地政府也成為襲擊目標。在1955年，一批激進的塞浦路斯希臘人更成立武裝組織EOKA，該組織多次策動武裝行動，旨在推翻當地殖民管治，以及爭取塞浦路斯加入希臘，令動盪局勢進一步惡化。塞浦路斯殖民地政府最初採取高壓強硬手段鎮壓滋事份子，但卻反使EOKA的反抗力度進一步加劇。到1957年12月，英政府調派曉治·富特爵士（後來成為卡拉登勳爵）出任塞浦路斯總督，尋求各方和解及探討塞浦路斯的前途問題。
不過，英方研究塞浦路斯的獨立方案，進一步劇化島上希臘人和土耳其人的衝突。雙方為求實現各自的獨立目標而互相攻擊，而殖民地政府也繼續成為襲擊目標。在1958年，島上的土耳其人更成立武裝組織TMT，以武力抗衡EOKA和爭取島上的土耳其社區獨立，使富特有必要採取強硬手段對付滋事者。
彭定國就是在這種背景下出任警隊情報部首長，由於他在平定肯雅茅茅起義一事上立功，所以在上任之初引起塞浦路斯輿論的一陣熱議。彭定國出任首長的警隊情報部，相當於其他殖民地的政治部，而情報部首長的地位則相等於塞浦路斯警務處處長和軍方行動科總監。此外，彭定國還享有極大的權力，可直接面見總督富特爵士，匯報各項情報。為配合富特的政策，彭定國在任內大舉搜捕EOKA和TMT的武裝份子，從而控制當地的局勢。在1959年3月，彭定國更拘捕繳械投降的EOKA領袖喬治斯·格里瓦斯上校（Colonel Georgios Grivas），使當地局勢進一步緩和。在英政府殖民地大臣艾倫·倫諾克斯-博伊德（Alan Lennox-Boyd）指示下，格里瓦斯沒有像肯雅茅茅領袖基馬蒂般被殖民地政府處以死刑，相反，他在彭定國的親自押送下，由尼科西亞機場離開塞浦路斯，並被流放到希臘過活，一直到塞浦路斯獨立後的1964年才重返當地。
隨著英國、希臘、土耳其和塞浦路斯各社群代表在1959年2月就塞浦路斯的前途問題達成共識，使當地的獨立進程明朗化。在殖民地的最後歲月，彭定國負責培訓和擴充當地的警隊，為塞浦路斯在1960年8月獨立後的治安規劃作好準備。為表揚彭定國對塞浦路斯殖民地政府的貢獻，他在1960年的元旦授勳名單中獲英廷頒授CBE勳銜，另又獲授一般服務獎章（連橫條）。

#### 出掌香港政治部

##### 曾昭科案
彭定國未及塞浦路斯獨立，便先行在1960年1月調任香港警務處助理處長，與軍情五處關係密切的他，實際的職責是掌管警隊政治部，從事香港的情報工作。彭定國調任香港的消息在1959年11月傳出時，曾引來英文《德臣西報》以頭版報導，該報導形容彭定國是英國「殖民地頭號解難專家」，又指他調任香港的主要任務是要提升政治部的辦案水平。《德臣西報》的報導刊出後，時任警務處處長伊輔（H. W. E. Heath）特地致函報社，澄清彭定國調任香港只屬正常的人事更替，政治部也無需特別由彭定國培訓，強調輿論不應過份誇大。

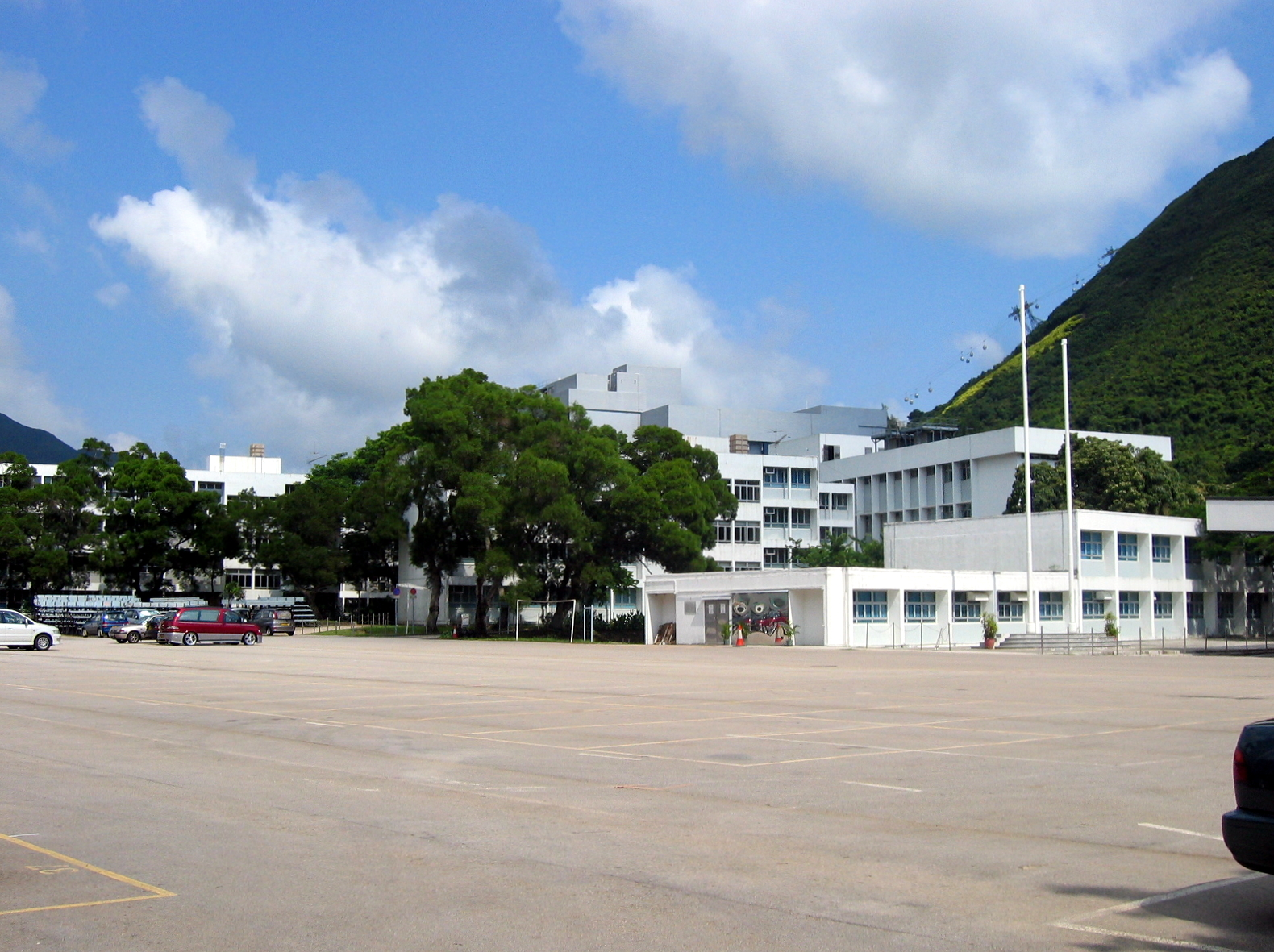
曾昭科被捕時任職黃竹坑警察訓練學校副校長

話雖如此，在香港供職期間，彭定國負責防範中共特務滲透香港，其中最廣為輿論關注的事蹟，是在1961年偵破轟動一時的曾昭科案。曾昭科是當時少數晉身警隊高層的華人，在警隊內備受器重，他在1960年9月獲港府補送到英國劍橋大學深造，到1961年更以年僅36歲之齡返港後出任黃竹坑警察訓練學校副校長，職級為助理警司。然而，在1961年10月3日，政治部在彭定國主持下突然採取行動，引用《遞解外國人出境條例》（Deportation of Aliens Ordinance）把曾昭科拘捕，一時引起輿論議論紛紛。
曾昭科被捕後，先後被拘禁於山頂警署和尖沙咀漆咸道軍營，接受政治部的盤問。到同年11月30日，曾昭科與另外四名與港府無關的人士一同在羅湖被遞解出境，並為中共方面所接收。曾昭科由被捕、審訊、革除英籍至遞解出境，前後不足兩個月，使到事件撲朔迷離。外界一般相信，曾昭科因從事間諜活動而被遞解出境，但無論是彭定國、警方、港府、殖民地部、以至是中方和曾昭科本人，均拒絕披露曾昭科案的細節，使外界始終無法得悉真相和內情。有消息則指，曾昭科暗地裡為中共蒐集港府的高度機密情報，然後透過在澳門的幕後指揮者，把情報轉交到中國大陸，但最終被政治部揭發。

##### 陳建建事件
指揮政治部任內，彭定國還處理過另一宗引起輿論廣泛關注的陳建建事件。事件主角陳建建為汕頭人士，生於中國大陸，反對中國共產黨政權，曾參與當地的反共活動。他後來移居香港，並加入國民黨在香港的一個地下分支組織。1963年1月9日，時年24歲的陳建建在彭定國主持下被政治部人員帶走問話，指他在香港參與國民黨特務組織，並涉嫌協助收藏軍火和爆炸品，用以在中國大陸策動針對中共政權的襲擊。陳建建被政治部人員拘留問話多天，到1月21日才得以獲釋。
獲釋後，陳建建聲稱被拘留期間遭到警方毆打和虐待，事件得到屬於星島報系的《星島日報》和《英文虎報》在同年2月7日分別以大篇幅報道，其中《英文虎報》更分別在頭版和內頁第11版以「陳建建之痛苦遭遇」為題詳加報道，一時間引起輿論高度關注，質疑警方濫用私刑和違反操守。為了平息公眾疑慮，時任香港總督柏立基爵士在2月9日會同行政局決定引用《委員會委員權力條例》（Commissioners Powers Ordinance），成立一個獨立的陳建建申訴調查委員會，調查陳建建載於《星島日報》和《英文虎報》的指控。港府復於2月12日委出高等法院副按察司百里渠一人主持調查委員會的工作。
百里渠在2月19日至4月25日在最高法院連日主持閉門聆訊，並傳召陳建建、涉案警務人員和報社相關人士作供。港府隨後於7月24日公開由百里渠親自撰寫的《陳建建申訴調查委員會報告書》。在該份長達300多頁的報告書中，百里渠嚴辭批評陳建建不斷說謊，而且從未遭到警方毆打和不合理的對待；相反，報告書指出陳建建從事的活動有可能使他被當局引用《遞解外國人出境條例》遞解出境，因此警方事前有充份的理由懷疑陳建建，以及拘捕他作進一步的調查。報告書還批評《星島日報》和《英文虎報》未有認真核證陳建建提出的指控便加以報道，對公眾構成誤導，也使到警隊聲譽受損，結論陳建建的指控不成立。
彭定國在1964年元旦再獲授女皇警察獎章，同年4月獲擢升為警務處副處長，至1966年從香港警隊退休。雖然如此，彭定國在同年再被招攬，轉往中東，在亞丁出任南阿拉伯聯邦的英國駐亞丁高級專員公署情報部首長。南阿拉伯聯邦是一個受英國控制的政治實體，由17個邦國組成，但當時正值亞丁危機，聯邦內的阿拉伯人為了爭取獨立而經常發動恐怖襲擊，而各個爭取獨立的派系也出於不同利益而互相攻擊，使到當地陷入相當動盪的狀態。彭定國在任僅一年，南阿拉伯聯邦與毗鄰受英國保護的南阿拉伯保護領便在1967年11月宣告獨立，成立也門民主人民共和國，彭定國惟有隨英國撤出當地。在亞丁服務期間，彭定國第二度獲授予一般服務獎章（連橫條）；到1968年元旦，他復獲英廷頒授CMG勳銜，以嘉獎他在亞丁所領導的情報工作。

#### 再度返港肅貪

##### 葛柏案與廉政公署的創立
彭定國在1967年離開亞丁後再度退休，與妻子在地中海島國馬爾他購置農地和莊園，種植葡萄，過著悠閒的田園生活。然而，彭定國退休的日子並不長久，在1973年8月，他再次獲英政府邀請復出，而這次提出邀請的，更是香港總督麥理浩爵士（後為麥理浩勳爵），至於復出的任務，則是要撲滅香港的貪污問題。
香港的貪污問題由來已久，其中尤以政府的貪污風氣為甚，不少公職人員明目張膽地貪污斂財，較具體的例子包括消防員先收錢才開滅火喉救火、救護員先索取「茶錢」才接送病人到醫院、病人在醫院內要給俗稱「阿嬸」的女工「打賞」，才可獲得合理服侍，此外，一般公共服務如輪候公營房屋和申請入讀官立學校，也得要賄賂負責的公職人員。在一眾政府部門當中，以彭定國曾任職的皇家香港警察隊的貪污情況最為嚴重，這個被形容為「世上用錢所能買到的最佳部隊」雖然在六七暴動中立功，獲英女皇伊利沙伯二世在1969年授予「皇家」稱號，但不少受賄的警務人員事實上濫用自身權力，貪斂大筆財富，而且包庇各種非法罪行，嚴重威脅社會治安，令不少市民苦不堪言。

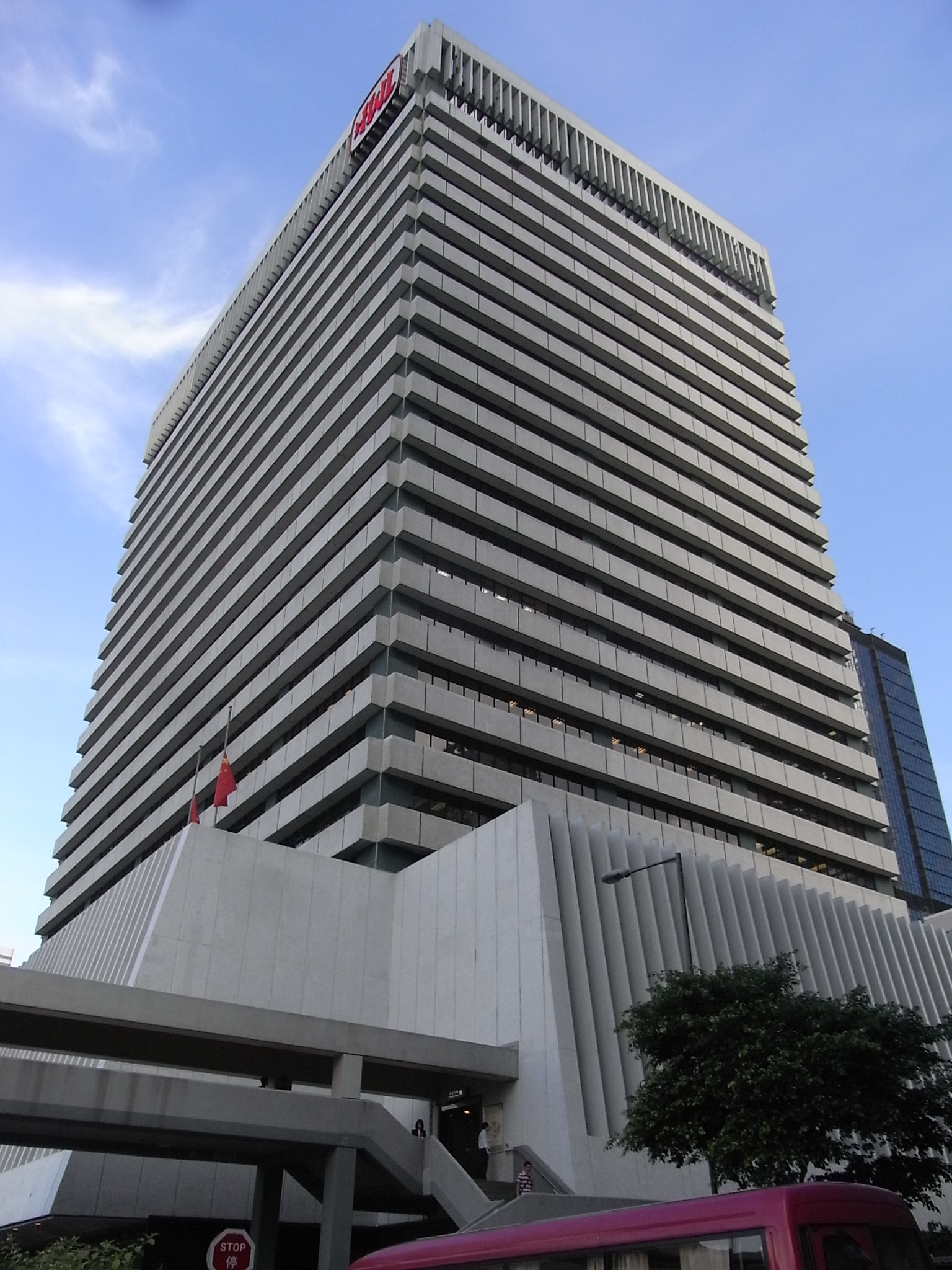
廉政公署成立初年以中環和記大廈為執行處總部

麥理浩在1971年出任港督時，已銳意研究解決香港的貪污問題，而他在肅貪倡廉方面最大的貢獻，是一手創立專門撲滅貪污罪行的廉政公署。廉政公署的設立與葛柏案不無關係。葛柏本為外籍總警司，屬警隊高層，他在六七暴動期間表現出色，曾獲英女皇嘉獎，1971年12月更出任九龍區副指揮官一職；但另一方面，警隊反貪部在1971年開始注意到葛柏擁有大批來歷不明的財富，遂對他暗中展開調查。可是，由於證據不足，反貪部最初的調查工作停滯不前，而這時的葛柏也意識到警方已對其財產展開調查，於是申請在1973年7月提早退休，以期及早脫身離開香港。
1973年4月，時任警務處處長薛畿輔再接獲情報，指葛柏匯出大筆可疑款項到海外的銀行戶口；同時間，葛柏再提出申請，要求提早多一個月在1973年6月退休，企圖在警方搜得足夠證據前離開香港。雖然警方始終未能獲得充分證據，證明葛柏來歷不明的款項是由貪污所得，但薛畿輔決定先發制人，在同年5月勒令葛柏停職接受進一步內部調查；另一邊廂，時任律政司何伯勵（John Hobley）在薛畿輔要求下，也首次引用在1971年通過的《防止賄賂條例》（Prevention of Bribery Ordinance），於6月4日要求葛柏在七日內交代其財產來源，這時警方經點算後，發現葛柏來歷不明的財產逾430萬港元，相當於他在警隊任職21年來所得收入的六倍。6月8日，正接受停職調查的葛柏，運用自己的職權從啟德機場乘坐飛機，經新加坡潛逃英國，一時間引起社會譁然。
葛柏潛逃返英後，麥理浩一方面委任最高法院高級副按察司百里渠爵士就葛柏潛逃一案展開調查。另一方面，麥理浩復於1973年10月17日向立法局宣讀《施政報告》，正式提出要設立一個直接向港督本人負責、且獨立於政府的「撲滅貪污專員公署」，以便專門調查貪污案件。同時間，麥理浩還宣佈委任前民政司姬達（後為爵士）為首任「撲滅貪污專員」，而彭定國則出任公署的首任執行處處長兼「副撲滅貪污專員」。不久以後，「撲滅貪污專員公署」正式改稱為總督特派廉政專員公署，而「撲滅貪污專員」和「副撲滅貪污專員」則分別正名為總督特派廉政專員和副廉政專員。到1974年2月，公署正式投入運作，執行處初年設於中環和記大廈內，至彭定國卸任後的1978年復遷往美利道停車場大廈。

##### 引渡葛柏返港受審
彭定國在1973年12月4日正式抵港履新，他首要的任務是要緝拿葛柏歸案，以顯示廉政公署肅貪倡廉的決心。可是，由於英國沒有香港《防止賄賂條例》內有關收入與官職不相稱的罪名，以致港府一時間無法引渡葛柏返港受審。雖然如此，英政府表示，只要有一人願意挺身而出，指證葛柏在港犯下的貪污罪行，英方便可配合港府依例引渡葛柏返港。
為了設法搜集證據以指證葛柏的罪行，彭定國與執行處副處長夏烈（Gerald Harknett）、兩名執行處助理處長和數名高級調查人員組成一個核心調查小組，專責調查葛柏一案。調查小組初時因為找不到人指證葛柏的罪行，使到調查工作一度停滯不前。但不久以後，因為另一宗貪污罪行而正在赤柱監獄服刑的前警司韓德（Ernest Hunt），向廉政公署表示願意供出葛柏的貪污資料，使調查工作有了新的方向。

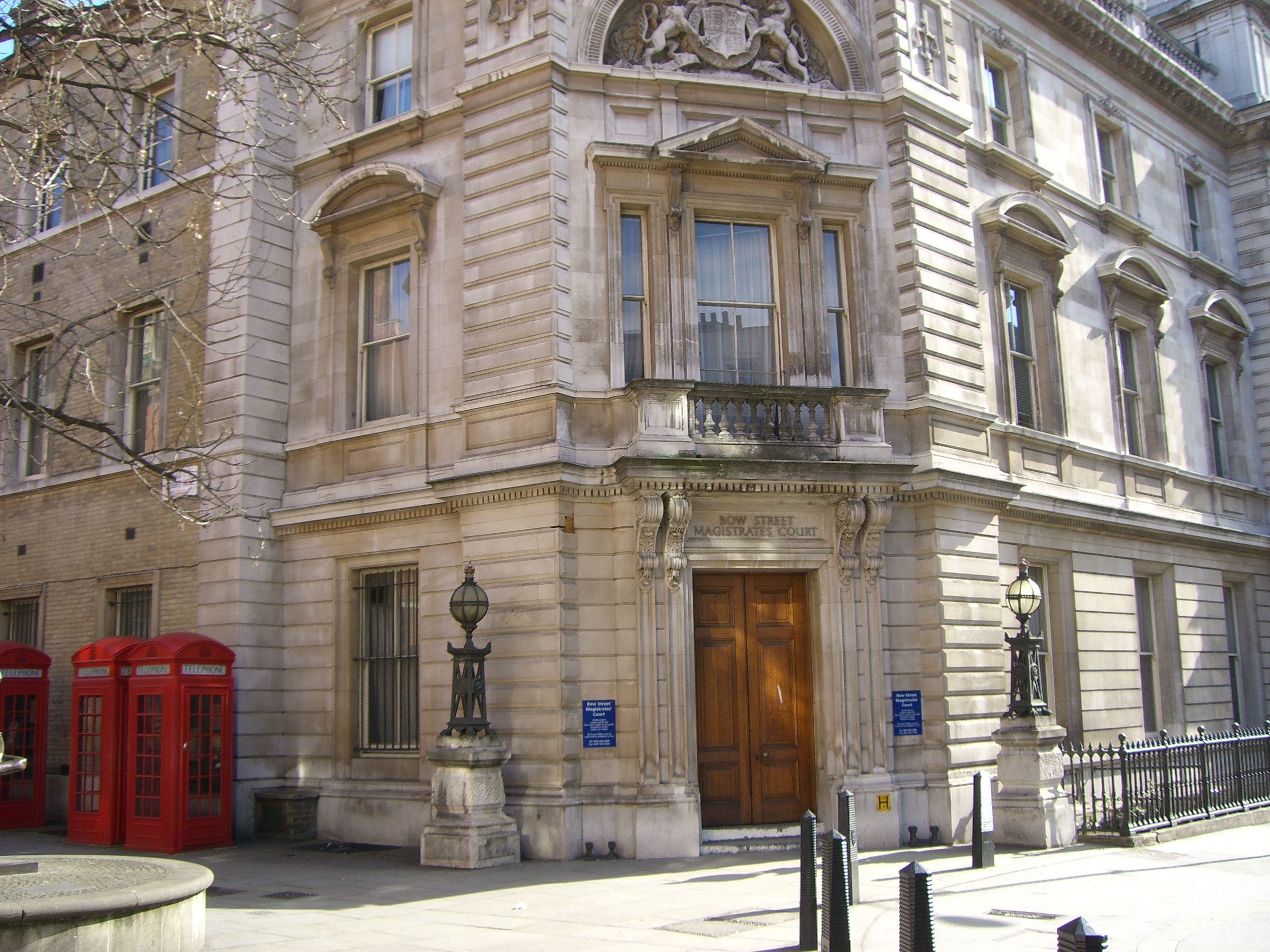
負責審理引渡葛柏返港一案的倫敦弓街裁判司署

在監獄署署長簡能（Thomas Garner）的秘密安排下，使用假名的彭定國與律政司署檢察官彭亮廷（Ross Penlington）在1974年4月多次到訪赤柱監獄，為韓德錄取口供。透過韓德提供的口供，彭定國得悉葛柏涉嫌在1971年3月收受華籍警司鄭漢權25,000港元賄款，以協助鄭漢權出任灣仔區警司。在搜集得足夠證據後，彭定國採取迅速行動，在1974年4月29日，葛柏於薩塞克斯郡家中被英國警方拘捕，並被送往倫敦接受羈押；在4月30日，時任黃竹坑警察訓練學校副校長的鄭漢權也被警方和廉署人員拘捕，不久以後，鄭漢權又答應廉署轉任污點證人，願意指證葛柏的貪污罪行。
彭定國此後多番親自奔走於香港和倫敦兩地，向負責審理引渡葛柏返港一事的倫敦弓街裁判司署（Bow Street Magistrates' Court）提交證據和作供，務求要成功引渡葛柏返港受審。經過前後八個月的聆訊，弓街裁判司署終於在1974年12月裁定港府可引渡葛柏返港受審，在1975年1月6日，葛柏由廉政公署人員押解下乘坐飛機啟程離開倫敦，並在翌日抵達香港。雖然彭定國沒有親自押解葛柏返港，但葛柏離開倫敦前，彭定國正好在倫敦休假，因此他有份參與安排葛柏返港的計劃。至於彭定國則乘坐另一班飛機，比葛柏早一天返港，以準備葛柏返港後提堂受審的工作。
葛柏返港受審後，最終被法庭裁定一項串謀賄賂和一項受賄罪罪名成立，判監四年及充公其中25,000港元賄款。葛柏隨後曾向最高法院合議庭和英國樞密院司法委員會提出上訴，但申請也先後被駁回。廉政公署在彭定國的主持下，成功把葛柏繩之以法，贏得了輿論的普遍稱譽，增強了大眾對廉署反貪的信心。除了葛柏案外，彭定國上任首10個月內，廉政公署接獲涉及貪污的投訴也多達5,958宗。為了有效展開調查工作，他還致力於增聘人手，不少年青的本地大學生、英國警隊和香港警隊的精英份子也被招攬到廉政公署效力，不單為廉署注入新的動力，同時也進一步鞏固了廉署的初期發展。
與港府只簽訂三年合約的彭定國，在1977年1月6日正式卸下廉政公署執行處處長一職，再一次開展退休生活。彭定國遺下的空缺，則由副處長夏烈接任。在1977年6月的英女皇壽辰授勳名單中，彭定國復獲英廷頒授KBE勳銜，成為爵士，以肯定他在肅貪倡廉方面對香港所作的重要貢獻。

### 晚年生涯
彭定國從廉政公署退休後，再一次展開退休生活。退休初年，他曾定居於英格蘭威爾特郡，但不久以後選擇搬到倫敦帕丁頓定居。彭定國晚年過著的退休生活，比起他昔日的情報生涯要風平浪靜得多，在東印度會午餐、收藏古董初版書、透過電話與書商和股票經紀商討書價和股票買賣，成為了他每天生活的重要部份。彭定國對收藏初版書產生濃厚的興趣，他每星期都會花三天到倫敦梅費爾寇松街的海伍德·希爾舊書店（Heywood Hill）義務工作，換取以優厚的折扣購買舊書，在1983年至1991年間，他還成為了書店母公司、G·海伍德·希爾有限公司（G. Heywood Hill Ltd.）的董事。
事實上，彭定國對自己晚年過著大材小用的悠閒生活，多少感到有些遺憾，因此，他除了時常到舊書店義務工作外，閒時更會義務為自己社區的醫院當搬運工，熱心地替病人和醫院搬運各類行李和物資，即使過著退休的日子，但工作也是從不間斷。在1993年9月17日，彭定國在倫敦逝世，終年81歲。

## 人物評價
面對著二戰後非殖民地化浪潮席捲英國各殖民地，彭定國成為了英政府手上重要的情報專家，他的一生大部份時間身處於不同的殖民地，奉命處理性質不同且棘手的難題，使他被外界譽為「殖民地頭號解難專家」，深得英政府的倚重。彭定國從事的情報工作不單止性質敏感，不少更具相當的危險性，因此不少輿論形容彭定國是「真實版占士·邦」，更把他在殖民地反恐的經歷，與伊恩·佛萊明筆下的「特務007」占士·邦和約翰·勒卡雷筆下的情報員喬治·史邁利相比。此外，彭定國身材魁梧，外貌形似荷里活大明星加利·谷巴和加利·格蘭，使人們曾經愛把他的形象與心目中的間諜形象連上等號。
彭定國從事情報工作約30年，在長時間的工作生涯中，除了短暫的退休生活外，他的工作從不間斷。即使是在周末和假日，彭定國也堅持工作，只會在參加彌撒和賽馬的時候，他才會暫時放下手上的工作。由於經常要從事危險的情報任務，彭定國還培養出一套不規律的生活作息，以免被敵對陣營找到機會，作出對他不利的事。
晚期擔任廉政公署執行處處長的彭定國，與港督麥理浩勳爵和首任廉政專員姬達爵士三人，對香港廉政公署的早期發展起重要影響。彭定國成功引渡葛柏返港受審，也在香港市民心目中確立了廉政公署致力於肅貪倡廉的正面形象，當時一些輿論更讚揚彭定國為「反貪強人」，對其雷厲風行的作風予以讚揚。然而，廉政公署的高調作風，同時間對警隊構成沉重壓力，引起警隊內部對廉署漸生不滿。就在彭定國於1977年1月卸任返英後不久，香港在同年10月至11月爆發了轟動一時的「警廉衝突」，這次衝突對廉政公署的早期發展來說，是另一大考驗。

## 個人生活
彭定國在1943年娶伊妮·索尼婭·施畢（Enid Sonia Speed，1923年－2010年10月6日）為妻，彭定國爵士夫人別名「多莉」（Dolly），是珀西·施畢（Percy Speed）與茱莉雅·施畢（Julia Speed）所生的幼女。多莉不單是彭定國的妻子，也是他的得力秘書，無論彭定國在那個殖民地，多莉也必定跟隨。與彭定國一樣，1946年7月大衛王酒店爆炸案發生的時候，多莉也在大樓內，並同樣逃過一劫，沒有受傷。彭定國夫婦共育有一子一女，分別名彼得（Peter）和艾琳（Eileen），彭定國夫人在2010年10月6日於倫敦逝世，終年87歲。
彭定國生前的興趣除了搜集初版舊書和賽馬外，也熱愛壁球、高爾夫球和網球。他生前是倫敦東印度會、香港會和英皇御准香港賽馬會會員。彭定國也是一個十分虔誠的天主教徒，無論身在何方，他每星期也堅持到天主教堂參加彌撒。彭定國的後人在2011年把他生前獲得的所有勳章交由倫敦一所拍賣行拍賣，全數12枚勳章估值為8,000英鎊至12,000英鎊，最終以14,000英鎊成交。

## 榮譽

### 殊勳
- 1939年至1945年星章
- 非洲星章
- 防衛獎章
- 戰爭獎章
- 非洲一般服務獎章（連橫條）
- C.P.M. （1955年英女皇壽辰授勳名單[10]）
- G.M. （1955年9月27日[9]）
- 傳令褒獎 （1957年3月29日[3]）
- 一般服務獎章（連橫條）
- C.B.E. （1960年元旦授勳名單[14]）
- Q.P.M. （1964年元旦授勳名單[27]）
- 一般服務獎章（連橫條）
- C.M.G. （1968年元旦授勳名單[29]）
- K.B.E. （1977年英女皇壽辰授勳名單[49]）

### 頭銜
- 彭定國  （John Prendergast，1912年2月－1955年6月）
- 彭定國，CPM  （John Prendergast, CPM，1955年6月－1955年9月）
- 彭定國，GM，CPM  （John Prendergast, GM, CPM，1955年9月－1960年1月）
- 彭定國，CBE，GM，CPM  （John Prendergast, CBE, GM, CPM，1960年1月－1964年1月）
- 彭定國，CBE，GM，QPM，CPM  （John Prendergast, CBE, GM, QPM, CPM，1964年1月－1968年1月）
- 彭定國，CMG，CBE，GM，QPM，CPM  （John Prendergast, CMG, CBE, GM, QPM, CPM，1968年1月－1977年6月）
- 彭定國爵士，KBE，CMG，GM，QPM，CPM  （Sir John Prendergast, KBE, CMG, GM, QPM, CPM，1977年6月－1993年9月）

## 注腳
1. 1 2 3 4 5 6 7 8 9 10 11 12 13 14 15 16 17 18 19 20 21 22 23 24 25 26  "Obituary - Sir John Prendergast", The Times, 4 October 1993.
2. 1 2 3 4 5 6 7 8 9  "PRENDERGAST, Sir John (Vincent)", Who Was Who. London: A & C Black, 1996.
3. 1 2 3 4 5 6 7 8 9 10 11 12 13 14 15 16 17 18 19 20 21 22 23 24  Spink - Orders, Decorations, Campaign Medals and Militaria. London: Spink, 2011.
4. ↑  "Supplement to Issue 34934", London Gazette, 27 August 1940, p. 6.
5. 1 2 3 4 5 6 7 8  Richard, Colin, "Former MI5 Man to Train Special Branch", China Mail, 11 November 1959, p.1.
6. 1 2 3  The Listener Vol 93, British Broadcasting Corporation, 1975.
7. 1 2  The Colonial Office list Great Britain. Colonial Office, H.M.S.O., 1963.
8. ↑  Kenya Gazette Vol 57 - No. 19. Nairobi: The Government Printer, 19 April 1955.
9. 1 2  Kenya Gazette Vol 57 - No. 54. Nairobi: The Government Printer, 1 October 1955.
10. 1 2  Kenya Gazette Vol 57 - No. 31. Nairobi: The Government Printer, 7 June 1955.
11. ↑  Kenya Gazette Vol 57 - No. 66. Nairobi: The Government Printer, 29 November 1955.
12. 1 2  Kenya Gazette Vol 58 - No. 36. Nairobi: The Government Printer, 31 July 1956.
13. 1 2 3 4 5 6 7  Herlihy, Jim, "Cyprus Emergency 1955-1960", The British Empire, retrieved on 17 July 2011.
14. 1 2  "Issue 41909", London Gazette, 29 December 1959, p. 24.
15. ↑  Heath, H. W. E., "Letter to the Editor - Mr Prendergast", China Mail, 12 November 1959, p.12.
16. ↑  文思成著，《香港政府與施政架構》。香港：三聯書店，1994年。
17. ↑  〈警司曾昭科赴英國深造〉，《工商日報》第五頁，1960年9月13日。
18. 1 2 3  〈傳中共改變原來主意，接納曾昭科解往共區〉，《工商日報》第五頁，1961年12月1日。
19. ↑  〈曾昭科被扣與政治有關〉，《工商日報》第五頁，1961年10月8日。
20. ↑  〈曾昭科解大陸〉，《工商日報》第五頁，1961年12月1日。
21. 1 2  〈英殖民地部拒絕公佈曾昭科案有關內情〉，《工商日報》第五頁，1962年1月27日。
22. ↑  〈「香港第一諜案」轟動港澳〉，《文匯報》，2006年12月26日。
23. 1 2 3 4 5 6 7 8 9 10 11  〈港府發表調查陳建建事件報告書，透露蔣特在港勾當〉（1963年7月25日）
24. 1 2  〈陳建建被毆事件，港府決組會調查〉（1963年2月10日）
25. ↑  〈調查陳建建案昨秘密進行〉（1963年2月20日）
26. 1 2 3  〈陳建建事件調查委員會報告書長達三百頁，認定警官並無毆打〉（1963年7月25日）
27. 1 2  "Issue 43200", London Gazette, 31 December 1963, p. 31.
28. ↑  〈港府委任一批官員，彭定國任警務處副處長〉，《大公報》第一張第三頁，1964年4月18日。
29. 1 2  "Issue 44484", London Gazette, 29 December 1967, p. 4.
30. 1 2 3 4 5 6 7 8 9  《廉署誕生的經過》，香港：香港廉政公署，造訪於2011年6月26日。
31. 1 2  Russell Spurr, Excellency: The Governors of Hong Kong. Hong Kong: FormAsia, 1995.
32. ↑  Tsang, Steve, A Modern History of Hong Kong. Hong Kong: Hong Kong University Press, 2009.
33. 1 2  〈港督在立法局宣佈，反貪污部獨立，委派姬達任撲滅貪污專員，前政治部主任彭定國任行動組主任〉，《工商日報》第一頁，1973年10月18日。
34. 1 2  梁可欣編，《最後六任港督的聲音》，香港：商務印書館，2010年。
35. ↑  〈彭定國立展開反貪工作〉，《華僑日報》第一張第二頁，1973年12月5日。
36. ↑  〈彭定國表示從速組織起來，立即反貪污〉，《華僑日報》第二張第一頁，1973年12月5日。
37. 1 2 3 4 5 6 7 8 9 10  《葛柏案破案實錄》，香港：廉政公署，造訪於2011年9月4日。
38. ↑  〈獄中晤韓德，錄音及筆記，錄音帶呈堂有爭論〉，《工商日報》第一頁，1975年2月21日。
39. ↑  〈署理廉政專員彭定國發表在英拘捕葛柏經過〉，《工商日報》第一頁，1974年5月1日。
40. ↑  〈涉嫌行賄二萬五元獲升警司，把葛柏拖出來的人：鄭漢權被拘捕候查〉，《工商日報》第一頁，1974年5月1日。
41. ↑  〈葛柏下周二在英法庭再提堂，彭定國等先後飛英辦理引渡返港手續〉，《工商日報》第一頁，1974年5月2日。
42. ↑  〈彭定國彭亮廷返港，對葛柏案不予評論〉，《工商日報》第八頁，1974年11月6日。
43. ↑  〈昨晚在英倫乘英航機首途，葛柏今午解抵港〉，《工商日報》第一頁，1975年1月7日。
44. ↑  〈行動組主任彭定國，度假完畢返抵港〉，《工商日報》第一頁，1975年1月7日。
45. ↑  《香港總督麥理浩爵士》，香港：明報，1982年。
46. ↑  〈彭定國完成在英招兵任務，十人多富警務經驗，一名來自蘇格蘭場〉，《工商日報》第八頁，1974年8月15日。
47. ↑  〈廉署執行處處長彭定國退，由夏烈晉升〉，《工商日報》第六頁，1976年12月16日。
48. 1 2  〈彭定國臨別贈言：廉署當前任務，剷除貪污集團〉，《工商日報》第八頁，1977年1月6日。
49. 1 2  "Supplement to Issue 47234", London Gazette, 10 June 1977, p. 22.
50. ↑  張連興著，《香港二十八總督》，北京：朝華出版社，2007年6月。
51. ↑  "Telegraph Announcement - PRENDERGAST, Dolly", Daily Telegraph, October 2010.

### 英文資料
- "Supplement to Issue 34934 （页面存档备份，存于）", London Gazette, 27 August 1940, p. 6.
- Kenya Gazette Vol 57 - No. 19. Nairobi: The Government Printer, 19 April 1955. 網上版本
- Kenya Gazette Vol 57 - No. 31. Nairobi: The Government Printer, 7 June 1955. 網上版本
- Kenya Gazette Vol 57 - No. 54. Nairobi: The Government Printer, 1 October 1955. 網上版本
- Kenya Gazette Vol 57 - No. 66. Nairobi: The Government Printer, 29 November 1955. 網上版本
- Kenya Gazette Vol 58 - No. 36. Nairobi: The Government Printer, 31 July 1956. 網上版本
- Kenya Gazette Vol 60 - No. 53. Nairobi: The Government Printer, 4 November 1958. 網上版本
- Richard, Colin, "Former MI5 Man to Train Special Branch", China Mail, 11 November 1959, p.1.
- Heath, H. W. E., "Letter to the Editor - Mr Prendergast", China Mail, 12 November 1959, p.12.
- "Issue 41909 （页面存档备份，存于）", London Gazette, 29 December 1959, p. 24.
- The Colonial Office list Great Britain. Colonial Office, H.M.S.O., 1963.
- "Issue 43200", London Gazette, 31 December 1963, p. 31.
- "Issue 44484", London Gazette, 29 December 1967, p. 4.
- The Listener Vol 93, British Broadcasting Corporation, 1975.
- "Supplement to Issue 47234", London Gazette, 10 June 1977, p. 22.
- "Obituary - Sir John Prendergast", The Times, 4 October 1993.
- Russell Spurr, Excellency: The Governors of Hong Kong. Hong Kong: FormAsia, 1995.
- "PRENDERGAST, Sir John (Vincent)", Who Was Who. London: A & C Black, 1996.
- Tsang, Steve, A Modern History of Hong Kong. Hong Kong: Hong Kong University Press, 2009.
- "Telegraph Announcement - PRENDERGAST, Dolly", Daily Telegraph, October 2010. 網上版本 （页面存档备份，存于）
- Spink - Orders, Decorations, Campaign Medals and Militaria. London: Spink, 2011. 網上版本[永久]
- Herlihy, Jim, "Cyprus Emergency 1955-1960", The British Empire, retrieved on 17 July 2011. 網頁 （页面存档备份，存于）

### 中文資料
- 〈警司曾昭科赴英國深造〉，《工商日報》第五頁，1960年9月13日。
- 〈曾昭科被扣與政治有關〉，《工商日報》第五頁，1961年10月8日。
- 〈曾昭科解大陸〉，《工商日報》第五頁，1961年12月1日。
- 〈傳中共改變原來主意，接納曾昭科解往共區〉，《工商日報》第五頁，1961年12月1日。
- 〈英殖民地部拒絕公佈曾昭科案有關內情〉，《工商日報》第五頁，1962年1月27日。
- 〈陳建建被毆事件，港府決組會調查〉，《工商日報》第五頁，1963年2月10日。
- 〈調查陳建建案昨秘密進行〉，《工商日報》第四頁，1963年2月20日。
- 〈港府發表調查陳建建事件報告書，透露蔣特在港勾當〉，《大公報》第一張第四版及第二張第五版，1963年7月25日。
- 〈陳建建事件調查委員會報告書長達三百頁，認定警官並無毆打〉，《工商日報》第四頁，1963年7月25日。
- 〈港府委任一批官員，彭定國任副警務處長〉，《大公報》第一張第三頁，1964年4月18日。
- 〈港督在立法局宣佈，反貪污部獨立，委派姬達任撲滅貪污專員，前政治部主任彭定國任行動組主任〉，《工商日報》第一頁，1973年10月18日。
- 〈彭定國立展開反貪工作〉，《華僑日報》第一張第二頁，1973年12月5日。
- 〈彭定國表示從速組織起來，立即反貪污〉，《華僑日報》第二張第一頁，1973年12月5日。
- 〈署理廉政專員彭定國發表在英拘捕葛柏經過〉，《工商日報》第一頁，1974年5月1日。
- 〈涉嫌行賄二萬五元獲升警司，把葛柏拖出來的人：鄭漢權被拘捕候查〉，《工商日報》第一頁，1974年5月1日。
- 〈葛柏下周二在英法庭再提堂，彭定國等先後飛英辦理引渡返港手續〉，《工商日報》第一頁，1974年5月2日。
- 〈彭定國完成在英招兵任務，十人多富警務經驗，一名來自蘇格蘭場〉，《工商日報》第八頁，1974年8月15日。
- 〈彭定國彭亮廷返港，對葛柏案不予評論〉，《工商日報》第八頁，1974年11月6日。
- 〈昨晚在英倫乘英航機首途，葛柏今午解抵港〉，《工商日報》第一頁，1975年1月7日。
- 〈行動組主任彭定國，度假完畢返抵港〉，《工商日報》第一頁，1975年1月7日。
- 〈獄中晤韓德，錄音及筆記，錄音帶呈堂有爭論〉，《工商日報》第一頁，1975年2月21日。
- 〈廉署執行處處長彭定國退，由夏烈晉升〉，《工商日報》第六頁，1976年12月16日。
- 〈彭定國臨別贈言：廉署當前任務，剷除貪污集團〉，《工商日報》第八頁，1977年1月6日。
- 《香港總督麥理浩爵士》，香港：明報，1982年。
- 文思成著，《香港政府與施政架構》。香港：三聯書店，1994年。
- 〈「香港第一諜案」轟動港澳〉，《文匯報》，2006年12月26日。
- 張連興著，《香港二十八總督》，北京：朝華出版社，2007年6月。
- 梁可欣編，《最後六任港督的聲音》，香港：商務印書館，2010年。
- 《廉署誕生的經過》，香港：香港廉政公署，造訪於2011年6月26日。網頁 （页面存档备份，存于）
- 《葛柏案破案實錄》，香港：廉政公署，造訪於2011年9月4日。網頁 （页面存档备份，存于）

## 外部連結
- 葛柏案破案實錄 （页面存档备份，存于），香港廉政公署
- Sir John Vincent Prendergast[永久], Spink

| 政府职务      | 政府职务                                           | 政府职务    |
| ------------- | -------------------------------------------------- | ----------- |
| 前任： 新創設 | 香港總督特派廉政專員公署執行處處長 1973年 – 1977年 | 繼任： 夏烈 |